# 白い竜 (ウェールズの伝承)
白い竜（しろいりゅう、英: White dragon、羅: albus draco）は、アーサー王伝説等に登場する白いドラゴンである。
サクソン人やアングル人は、ローマ軍の軍旗のドラゴンを見てこれを真似し、時折、これを彼らの軍旗として用いた。当時のゲルマン人にとって白いドラゴンは民族的象徴であった。ローマ軍撤退によって生じた軍事力不在のブリテン島にサクソン人やアングル人が渡来した。そこでブリトン人とサクソン人の戦いが始まった。赤い竜と白い竜はその民族の争いの象徴でもあった。
キャロル・ローズは著書『世界の怪物・神獣事典』で、ウェールズの伝説に登場する赤白2頭のドラゴンのうち、赤い方をウェールズ語で Y Ddraig Goch （ア・ドライグ・ゴッホ）、白い方を Gwiber （英語読みでグウィバー）と呼んでいるが、『ブリトン人の歴史』では、赤白いずれのドラゴンもワーム（羅: vermis）にしてドラゴン（羅: draco）である。なお、ウェールズ語の gwiber （グイベル）は、現在はクサリヘビ、特にヨーロッパクサリヘビ（ブリテン島に生息する唯一の毒蛇）を指すが、かつてはウェールズの民間伝承におけるワイバーンのような有翼の蛇を意味する言葉でもあった。

## 起源

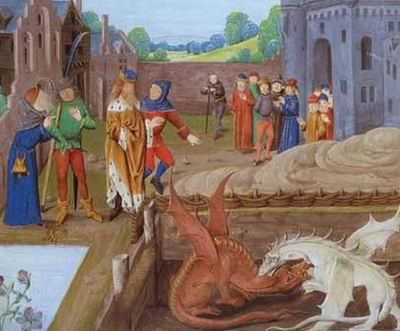
『ブリタニア列王史』の赤竜と白竜の戦いの場面。15世紀頃の彩飾写本、ランベス宮殿付属図書館所蔵。

ブリテンの大君主ヴォーティガン（ウルティゲルヌス）は、サクソン人傭兵の反乱によりウェールズ方面へ退却した後、魔術師たちの助言をうけて堅固な塔を建設しようとした。ところが塔を築こうとしても基礎が一夜にして地中に沈んでしまう。そこで王はふたたび魔術師たちに相談すると、生まれつき父親のいない少年を探し出してその血を礎石のモルタルに振りかけるがよろしいと言われる。そして夢魔を父に持つ少年マーリン（メルリヌス）が生贄として見出され、王の前に連れて来られる。王が事情を説明すると、少年は「魔術師たちを呼んできて下さい、かれらの嘘を証明致しましょう」と言った。そして王と招集された魔術師たちの前で「王様、土を掘り起こすよう工人たちに命じて下さい、そうすれば塔の基礎の地下に水たまりが見つかるでしょう、そのせいで基礎が沈んでしまうのです」と告げた。ヴォーティガンが半信半疑のまま塔の下を掘らせてみると、はたして水たまりが出てきた。マーリンは王の魔術師たちに向かって「嘘の上手なおべっか使いの方々、水たまりの下には何があるかご存じですか」と皮肉たっぷりに問いかけ、王に対して「池の水を抜き取るよう命じて下さい、すると水底には空洞になった石が二つあって、その中に竜が眠っているでしょう」と言った。ヴォーティガンが水を抜かれた池のほとりに座していると、赤き竜と白き竜が出現し、2匹は互いの姿を認めると戦いを始めた。一時は劣勢と見えた赤い竜は、勢いを盛り返してなんとか白い竜を退かせた。驚いているヴォーティガンにマーリンはこう予言した。「赤い竜はブリトン人、白い竜はサクソン人。この争いはコーンウォールの猪が現れて白い竜を踏みつぶすまで終わらない。」やがてこの予言は、コーンウォールの猪ことアーサー王がサクソン人を破るという形で成就する。白竜は戦いに破れ、赤竜（ア・ドライグ・ゴッホ）が勝利することとなる。
以上はモンマスのジェフリーの『ブリタニア列王史』（1136年頃）に出ている話である（ただしラテン語原文にはウェールズ語そのものは出てこない）。『ブリタニア列王史』の多くの部分は作り話であるとも言われているが、このエピソードは『ブリタニア列王史』の3世紀ほど前に編纂された『ブリトン人の歴史』（伝ネンニウス作）でも取り上げられている。『ブリトン人の歴史』では、2頭のドラゴンの争いを説明する少年の名はアンブロシウスであったが、モンマスのジェフリーは代わりにメルリヌス（マーリン）という人物を登場させた。